# Tian Atong
Tian Atong war ein chinesischer Schneider. Besonders berühmt wurde er in China dadurch, dass er den Anzug schneiderte, den Mao Zedong bei seiner Beerdigung „trug“ bzw. mit ins Grab nahm.